# Lijst van betaaldvoetbalclubs in Cyprus
Dit is een overzicht van alle voetbalclubs die in het heden of het verleden hebben deelgenomen aan het betaalde voetbal in Cyprus.
Zie ook:
- Cypriotisch kampioenschap
- Cypriotisch voetbalelftal* Voetbal van A tot Z

## A
- Adonis Idaliou
- AE Kythreas
- AE Mesogis
- AE Paphos
- AE Zakakiou
- AEK Larnaca FC
- AEL Limassol FC
- Ahironas Liopetriou
- Akritas Chloraka
- Alki Larnaca
- Anagennisi Derynias
- Anagennisi Germasoyias
- Anagennisi Trahoniou
- Anorthosis Famagusta FC
- AOL/Omonia Lakatamias
- APE Pelendiou
- APEP Kyperkounta
- APOEL Nicosia FC
- Apollon Limassol FC
- APOP/Kinyras Peyias
- Aris Limassol
- ASIL Lyssi
- Atromitos Yeroskipou
- Ayia Napa

## D
- Digenis Morfou FC
- Digenis Oroklinis
- Doxa Katokopias

## E
- Elia Lythrodonta
- Ellinismos Akakiou
- Elpida Xylofagou
- EN TH OI Lakatamias
- ENAD Polis Chrysochous
- Enosi Kokkinotrimithias
- Enosis Neon Paralimni FC
- FC Episkopis
- Ermis Aradippou
- Ethnikos Achnas FC
- Ethnikos Assias
- Ethnikos Latsion

## F
- Frenaros FC 2000

## H
- Halkanoras Idaliou

## I
- Iraklis Yerolakkou

## K
- Kissos Kissonergas

## M
- MEAP Nisou

## N
- Nea Salamina Famagusta

## O
- Olympiakos Nicosia
- Olympos Xylofagou
- Omonia Aradippou
- Omonia Nicosia
- Onisilos Sotiras
- Orfeas Lefkosias
- Othellos Athienou

## P
- PAEEK
- Paphos FC

## S
- SEK Athanasiou
- Sourouklis Troullon
- Spartakos Kitiou